# Giovanna Löbau
Giovanna Löbau (Rosslau, 16 settembre 1944) è un'ex calciatrice italiana di ruolo difensore.
Ha giocato in Serie A con Firs Messina e Milan e vinto lo scudetto con la Jolly Catania. Ha giocato anche con il Ceramiche Pantò Spadafora e poi Gravina, per poi chiudere alla Reggina.

## Palmarès
- Campionato italiano: 1

Jolly Catania: 1978